# Navy-Marine Corps Memorial Stadium
Navy-Marine Corps Memorial Stadium é um estádio localizado em Annapolis, Maryland, Estados Unidos, possui capacidade total para 34.000 pessoas, é a casa do time de futebol americano universitário Navy Midshipmen football da Academia Naval dos Estados Unidos. O estádio foi inaugurado em 1958.